# Mrs. Sidney Drew
Pour les articles homonymes, voir Drew.
Mrs. Sidney Drew est une actrice, réalisatrice, scénariste et productrice née le 18 avril 1890 à Sedalia (Missouri), décédée le 3 novembre 1925 à Los Angeles (Californie).

## Filmographie selective

### comme actrice
- 1914 : A Florida Enchantment de Sidney Drew
- 1915 : Fox Trot Finesse de Sidney Drew
- 1916 : Help! de Sidney Drew